# Oxalis leptogramma
Oxalis leptogramma är en harsyreväxtart som beskrevs av Salter. Oxalis leptogramma ingår i släktet oxalisar, och familjen harsyreväxter. Inga underarter finns listade i Catalogue of Life.